# Юлиана фон Насау-Диленбург
Вижте пояснителната страница за други личности с името Юлиана фон Насау-Диленбург.
Юлиана фон Насау-Диленбург (на немски: Juliane von Nassau-Dillenburg; * 3 септември 1587, Диленбург; † 15 февруари 1643, Ротенбург на Фулда) е графиня от Насау-Диленбург и чрез женитба ландграфиня на Хесен-Касел (1603– 1627).

## Биография
Тя е втората дъщеря на граф Йохан VII фон Насау-Зиген (1561 – 1623) и Магдалена фон Валдек (1558 – 1599), вдовица на граф Филип Лудвиг I фон Ханау-Мюнценберг, дъщеря на граф Филип IV фон Валдек.
Юлиана се омъжва на 22 май 1603 г. в Диленбург за ландграф Мориц фон Хесен-Касел (1572 – 1632). Тя е втората му съпруга. Мориц се отказва от управлението през 1627 г. и се оттегля. Завереният ѝ син Вилхелм V последва баща си като ландграф на Хесен-Касел. Юлиана отива да живее през 1629 г. с децата си в дворец Ротенбург в Ротенбург на Фулда, където умира през 1643 г.

## Деца
Юлиана и Мориц фон Хесен-Касел имат 14 деца, седем сина и седем дъщери:
- Филип (1604 – 1626), убит в битката при Лутер
- Агнес (1606 – 1650) ∞ 1623 княз Йохан Казимир фон Анхалт-Десау (1596 – 1660)
- Херман (1607 – 1658), ландграф на Хесен-Ротенбург

∞ 1633 София Юлиана фон Валдек-Вилдунген (1607 – 1637)
∞ 1642 Кунигунда Юлиана фон Анхалт-Десау (1608 – 1683)
- Юлиана (1608 – 1628)
- Сабина (1610 – 1620)
- Магдалена (1611 – 1671) ∞ 1646 алтграф Ерих Адолф фон Залм-Райфершайт (1619 – 1673)
- Мориц (1614 – 1633)
- София (1615 – 1670) ∞ 1644 граф Филип цу Шаумбург-Липе (1601 – 1681)
- Фридрих (1617 – 1655), ландграф на Хесен-Ешвеге, убит при Позен

∞ 1646 пфалцграфиня Елеонора Катарина фон Цвайбрюкен (1626 – 1692)
- Християн (1622 – 1640), шведски полковник, умира след сбиване с генерал Банéр и други офицери, вероятно от потравяне. [4]
- Ернст (1623 – 1693), ландграф на Хесен-Рейнфелс-Ротенбург

∞ 1647 графиня Мария Елеонора фон Золмс-Лих (1632 – 1689)
∞ 1690 Александрина фон Дюрницл († 1754)
- Христина (1625 – 1626)
- Филип (1626 – 1629)
- Елизабет (1628 – 1633)